# Ira Newble
Ira Newble (Detroit, Míchigan, 20 de enero de 1975) es un exjugador y entrenador estadounidense de baloncesto que jugó ocho temporadas en la NBA. Con 2,01 metros de estatura, jugaba en la posición de alero.

## Trayectoria deportiva

### Instituto y universidad
Antes de ir a la universidad, Newble jugó al baloncesto en el Mississippi Gulf Coast Junior College, donde promedió 8,9 puntos y 6,4 rebotes por partido. 
En los RedHawks de la Universidad de Miami, sus promedios fueron de 6,4 puntos y 5,2 rebotes como júnior. De sénior, promedió 11,2 puntos, 7,5 rebotes y 1,2 asistencias, siendo All-American de su conferencia.

### NBA
Después de no ser elegido en el draft de 1997, pasó dos temporadas con los Idaho Stampede de la CBA, y en el 2000 estuvo en Chipre, jugando para el Keravnos.
Tras una primera temporada jugando pocos minutos en San Antonio Spurs, firmó mediada la temporada 2001-02 con Atlanta Hawks, donde sus números fueron algo mejores, jugando habitualmente como titular. 
En 2003 ficha como agente libre por los Cleveland Cavaliers. 
En la temporada 2005-06 se pierde 35 partidos debido a dos lesiones diferentes. 
En diciembre de 2007 se desvela que tanto Newble como Damon Jones fueron multados por su equipo por negarse a jugar en los minutos finales de un partico contra Miami Heat el día de Navidad. El 21 de febrero de 2008 es traspasado a Seattle Supersonics en una transacción que incluyó múltiples jugadores, como Ben Wallace, Joe Smith, Wally Szczerbiak, Delonte West, Drew Gooden, Larry Hughes, Donyell Marshall y alguno más, siendo despedido por los Sonics una semana más tarde. En marzo de 2008 se confirma que Newble firma un contrato de diez días con Los Angeles Lakers. 9 días más tarde, es confirmado para el resto de la temporada 2007-08.

### Europa
En marzo de 2009 decide dar el salto a Europa fichando por el Bnei Hasharon de la BSL israelí donde se incorporó para disputar los últimos partidos de la temporada y los playoff. En 9 partidos promedió 14,4 puntos, 6 rebotes y 1,8 asistencias.
A principios de la temporada 2009/10 llega a un acuerdo con el Aris Salónica BC de la liga griega aunque finalmente no llega a jugar ningún partido con el conjunto heleno y empieza la temporada sin equipo. A finales de diciembre de 2009 ficha por el Cáceres 2016 de la liga LEB Oro, segunda categoría del baloncesto en España pero su baja forma y su escasa adaptación al club y a la ciudad hicieron que antes de cumplir un mes bajo la disciplina del equipo dejase su puesto en el mismo a su compatriota Shawn Taggart.

### Entrenador
Después de retirarse ha ejercido de entrenador asistente en la NBA D-League.

## Estadísticas de su carrera en la NBA

### Temporada regular
| Año     | Equipo      | PJ  | PT  | MPP  | %TC  | %3P  | %TL  | RPP | APP | ROB | TPP | PPP |
| ------- | ----------- | --- | --- | ---- | ---- | ---- | ---- | --- | --- | --- | --- | --- |
| 2000–01 | San Antonio | 27  | 6   | 6.8  | .382 | .444 | .500 | 1.3 | .2  | .1  | .2  | 2.0 |
| 2001–02 | Atlanta     | 42  | 35  | 30.3 | .498 | .143 | .852 | 5.3 | 1.1 | .9  | .5  | 8.0 |
| 2002–03 | Atlanta     | 73  | 45  | 26.5 | .495 | .381 | .778 | 3.7 | 1.4 | .7  | .4  | 7.7 |
| 2003–04 | Cleveland   | 64  | 25  | 19.5 | .391 | .105 | .783 | 2.4 | 1.1 | .4  | .3  | 4.0 |
| 2004–05 | Cleveland   | 74  | 69  | 24.8 | .429 | .358 | .797 | 3.0 | 1.2 | .7  | .2  | 5.9 |
| 2005–06 | Cleveland   | 36  | 3   | 9.8  | .298 | .231 | .688 | 1.6 | .3  | .1  | .3  | 1.3 |
| 2006–07 | Cleveland   | 15  | 1   | 8.6  | .432 | .533 | .600 | 2.0 | .1  | .4  | .0  | 3.1 |
| 2007–08 | Cleveland   | 41  | 13  | 15.9 | .449 | .333 | .769 | 2.8 | .3  | .7  | .2  | 4.3 |
| 2007–08 | Seattle     | 2   | 0   | 8.5  | .286 | .000 | .000 | .0  | .5  | .0  | .0  | 2.0 |
| 2007–08 | Los Angeles | 6   | 0   | 5.2  | .333 | .500 | .000 | 1.8 | .5  | .2  | .2  | 1.2 |
| Total   | Total       | 380 | 197 | 20.1 | .446 | .341 | .778 | 2.9 | .9  | .5  | .2  | 5.1 |

#### Playoffs
| Año   | Equipo      | PJ | PT | MPP | %TC   | %3P   | %TL  | RPP | APP | ROB | TPP | PPP |
| ----- | ----------- | -- | -- | --- | ----- | ----- | ---- | --- | --- | --- | --- | --- |
| 2006  | Cleveland   | 5  | 0  | 2.2 | 1.000 | 1.000 | .000 | .4  | .0  | .2  | .0  | 1.4 |
| 2007  | Cleveland   | 6  | 0  | 1.7 | .000  | .000  | .000 | .2  | .2  | .0  | .0  | .0  |
| 2008  | Los Angeles | 1  | 0  | 1.0 | .000  | .000  | .000 | .0  | .0  | .0  | .0  | .0  |
| Total | Total       | 12 | 0  | 1.8 | .600  | .333  | .000 | .3  | .1  | .1  | .0  | .6  |